# Cul-de-Sac (rivier)
De Cul-de-Sac is een rivier in Haïti. Het debiet bedraagt 3,9 m³/s.